# Imishli (quận)
Imishli (tiếng Azerbaijan:İmişli) là một quận thuộc Azerbaijan. Dân số thời điểm năm 2012 là 104026 người.